# Nemška okupacija Luksemburga v prvi svetovni vojni
Od avgusta 1914 do konca prve svetovne vojne 11. novembra 1918 je bilo Veliko vojvodstvo Luksemburg pod popolno okupacijo Nemškega cesarstva. Nemška vlada je okupacijo utemeljila s potrebo po prehodu svoje vojske v sosednjo Francijo, čeprav so številni Luksemburžani, sodobni in sedanji, nemško okupacijo razlagali drugače.    
V tem obdobju je bilo Luksemburgu dovoljeno, da obdrži svojo vlado in politični sistem, vendar je vse postopke zasenčila prisotnost nemške vojske. Kljub močni raztresenosti okupacije so Luksemburžani poskušali živeti čim bolj normalno življenje. Politične stranke so se poskušale osredotočiti na druge zadeve, kot so gospodarstvo, izobraževanje in ustavna reforma.   
Domače politično okolje je še dodatno zapletla smrt Paula Eyschena, ki je bil 27 let premier. Njegova smrt je povzročila kratkotrajne vlade, ki so dosegle vrhunec z uporom in ustavnimi pretresi po umiku nemških vojakov.   

## Invazija
1. avgusta 1914 je Nemčija napovedala vojno Rusiji. Po izbruhu vojnega stanja je Nemčija začela pripravljati načrte, v skladu z vojaško zasedbo Luskemburga, da bi s tem presenetila luksemburško vlado. V skladu z načrti je bil Luksemburg sprva tarča zasedbe nemške vojske. Nemška zasedba ene od železnic na jugu države, ki je vodila skozi Porenje v Francijo, je bila prva kršitev Nemčije do nevtralnosti in suverenosti Luksemburga. Veliko ljudi je zato v državi protestiralo, vendar niso mogli storiti ničesar, da bi preprečili vdor nemške vojske na ozemlje Luksemburga. 
Naslednji dan, medtem, ko so francoske čete še vedno nadzorovale njihovo mejo z Nemčijo, je Nemčija izvedla popolno invazijo na Luksemburg. Nemški vojaki so začeli vdirati skozi jugovzhodni del države, ko so prečkali reki Moselle v Remich in Wasserbillig ter se odpravili proti prestolnici, Luxembourg City. Več deset tisoč nemških vojakov je vdrlo v Luksemburg v 24 urah. Vojvodinja Marie-Adélaïde je odredila, da ima Veliko vojvodstvo Luksemburg premajhno vojsko, ki je štela samo 400 vojakov, zaradi česar se Luksemburžani niso mogli upreti nemškemu okupatorju. Popoldne 2. avgusta je tako postalo jasno, da je okupacija neizbežna. 

2. avgusta je nemški kancler Theobald von Bethmann Hollweg upravičil popolno okupacijo Luksemburga v smislu vojaške potrebe, češ da je bila Francija sama pripravljena na invazijo Luksembourga. Francoski minister, ki je bil takrat v Luksemburgu, je ostro zavrnilo to trditev, češ, da ne bi bile upoštevane kršitve nevtralnosti Luksembourga, če Nemčija tega ne bi storila prva. Bethmann Hollweg je poskušal dokazati stališče svoje države, ki ji je ponujal Luksemburg za nadomestilo za izgube zaradi vojaške prisotnosti. 4. avgusta je Bethmann Hollweg Reichstagu dejal:
Bili smo prisiljeni zanemariti le protestnike Luksemburga in belgijsko vlado. Odložili bomo krivico, takoj ko bo naša vojska dosegla cilj. 
A ko se je zdelo, da je bila Nemčija na poti do zmage, je nemški kancler začel revidirati njegove izjave. V svojem programu je Bethmann Hollweg pozval Luksemburg, da naj postane nemška zvezna država, da bi za to Nemčija dosegla zmago nad Antanto. Vendar pa sta Velika Britanija in Francija ustavili nemško napredovanje v bitki na Marni sredi septembra istega leta. To je povzročilo nedoločno nadaljevanje nemške okupacije.

## Eyschenova vlada
Po začetku pozicijskih sovražnosti je javnost Luksemburga razumela, da je ohranitev pravice do samouprave mogoče doseči le z zvestobo Nemčiji. Vlada Paula Eyschena je pridobila podporo Luksemburžanov, ki so verjeli v sposobnost izkušenega politika, da vodi državo med okupacijo. 4. avgusta 1914 je Eyschen izgnal francoskega diplomata iz Luksemburga, nato pa je štiri dni pozneje državo zapustil tudi belgijski diplomat. Leta 1915, po vstopu Italije v vojno, je tudi italijanski diplomat zapustil Luksemburg. Eischen je zavrnil tudi kritiko nemške carinske unije, čeprav je pred začetkom vojne odkrito napovedal izstop iz nje.
13. oktobra 1914 so Nemci aretirali luksemburškega novinarja Karla Dardarja zaradi objave protinemškega članka. Odpeljali so ga v Koblenz in nemško vojaško sodišče ga je obsodilo na tri mesece zapora. Eischen je bil nad tem incidentom ogorčen in je nemškemu ministru v Luksemburgu povedal, da je to dejanje povzročilo neposredno škodo nacionalni suverenosti Velikega vojvodstva. 
Januarja 1915 so Nemci aretirali in obsodili še enega državljana Luksemburga zaradi obtožb, da je povezan s francosko obveščevalno službo. Eishen in luksemburški minister za pravosodje Victor Thorn sta ponovno izrazila svoje nezadovoljstvo.
Poleti 1915 je Paul Eyschen poskušal omejiti vlogo katoliške cerkve v izobraževalnem sistemu. Vendar je ta pobuda premierja vzbudila ostro nezadovoljstvo velike vojvodinje Marije Adelaide, ki mu je predlagala odstop s položaja predsednika vlade. 

## Obdobje po Eyshenu

### Ashenova smrt
11. oktobra 1915 je umrl Paul Eischen. Smrt predsednika vlade je povzročila resne razmere v Luksemburgu in skoraj ohromila politični sistem v državi. V prvem letu nemške okupacije je bil opornik prebivalcev Luksemburga in vladar Marije Adelaide. Smrt izkušenega politika je povzročila začetek prerazporeditve moči med različnimi političnimi silami.
Po Eishenovi smrti se je začel politični boj med kleriki in antikleriki. Sporni strani si nista uspeli zagotoviti večine v zakonodajalcu. Katoliški konservativci, niso uspeli sestaviti večinske koalicije.

### Montgenastova vlada
Dan po smrti Paula Eyschena je Marie Adelaide pozvala finančnega ministra Matthiasa Montgenasta, da naj sestavi manjšinsko vlado. Mongenast je bil imenovan za začasnega predsednika vlade in je dobil uradni položaj "predsednika sveta". Montgenasta vlada ne bi smela biti stalna. Vojvodnija Marie Adelaide je, ko je imenovala izkušenega politika Mongenasta, želela izboljšati politične razmere v državi.
Matthias Mongenast je 4. novembra 1915 predlagal kandidata za vodjo učiteljske šole. Vendar se Marija Adelaide ni strinjala z izbiro predsednika vlade. Monzhenast, ki je veliko pozornosti posvečal izobraževanju, je pokazal vztrajnost in vladarju ni želel popustiti. Zaradi tega konflikta je bil Matthias Mongenast naslednji dan razrešen, le 25 dni po njegovem imenovanju. 

### Loutschova vlada
Po odstopu Montgenasta se je velika vojvodinja odločila sestaviti predsedniški kabinet ministrov, sestavljen iz konservativcev, ki ga je vodil Hubert Loutch. Vendar je poslanska zbornica temu nasprotovala. Stranka pravic je imela le 20 sedežev od 52, a naj bi postala de facto vladajoča stranka. To je vzbudilo ogorčenje politične levice, katera je nato Marijo Adelaide obtožila poskusa državnega udara. Vojvodinja, ki je poskušala najti izhod iz tega, je razpustila parlament. 23. decembra 1915 so bile v Luksemburgu parlamentarne volitve, na katerih je Stranka pravic osvojila 25 sedežev, vendar to ni bilo dovolj za sestavo vlade. 11. januarja 1916 je poslanski dom izglasoval nezaupnico vladi in Loutch je bil razrešen.

## Vlada nacionalne unije

### Gradnja konsenza
Po odstopu konservativnega kabineta se je Marija Adelaide obrnila na vodilnega liberalnega politika v državi Victorja Thorna s prošnjo za sestavo nove vlade. Paul Eyschen je Luksemburgu vladal 27 let in odstop dveh ministrov predsedniškem kabinetu v tako kratkem času je pripeljal do tega, da so Luksemburžani postali razočarani nad svojimi politiki. Thorne je s pozivom na poslansko zbornico za podporo svoje vlade postal spravljivo oseba v luksemburški politiki. V govoru poslancem je dejal: "Če želite vlado, ki deluje in je sposobna delovati, potem je nujno, da to vlado podpirajo vse stranke". Politične stranke so se strinjale, da bodo podprle novo vlado pod pogojem, da bo vsaka od njih povabljena v vlado. Thorne je bil prisiljen sprejeti te pogoje. Posledično je bila oblikovana koalicijska vlada, ki je vključevala vodilne luksemburške politike. Poleg samega Thorna so v vlado prišli še konservativca Leon Kauffman in Antoine Lefort, socialistični politik Michel Welter in liberalec Leon Moutrier. 

### Pomanjkanje hrane
Največja težava vlade med nemško okupacijo je bilo pomanjkanje hrane. Vojna je onemogočila uvoz hrane v državo. Da bi zaustavila poslabšanje razmer, je vlada prepovedala izvoz hrane iz Luksemburga. Poleg tega je vlada uvedla nadzor nad cenami, da bi preprečila zvišanje cen, da bi bila s tem hrana bolj dostopna revnim prebivalcem. Vendar so se razmere poslabšale in nemške okupacijske oblasti si niso prizadevale izboljšati razmer.
Leta 1916 se je prehranska kriza zaradi slabe letine krompirja, ki je bila 30-40 % manjša od pridelka prejšnjega leta, povečala. Kljub težki prehranski situaciji so se v Luksemburgu uspeli izogniti množični lakoti. Vendar je zaradi krize s hrano luksemburški parlament zahteval odstop ministra za kmetijstvo in trgovino Michaela Welterja. 3. januarja 1917 je bil Welter odpuščen, njegovo mesto pa je zasedel drugi socialistični politik Ernest Leclerc.

### Stavka industrijalcev
Nezadovoljstvo med prebivalstvom je med nemško okupacijo vztrajno raslo, zlasti na jugu države, kjer je prevladovala industrija. Jeseni 1916 so v prestolnici in v Esch-sur-Alzette nastale prve stavke, ki so jih organizirali sindikati delavcev v železarski in jeklarski industriji. Med okupacijo je proizvodnja železa v državi močno vpadla, kar je povzročilo dodatno napetost. Marca in aprila 1916 so bili v poslansko zbornico izvoljeni 3 nestrankarski poslanci iz Esch-sur-Alzette. Ti neodvisni poslanci so postali edina zakonodajna opozicija nacionalni sindikalni vladi.
Zaradi blokade nemške obale s strani britanske kraljeve mornarice je bila nemška vlada odvisna od virov v Luksemburgu. Npr. leta 1916 so Luksemburžani proizvedli več kot sedmino nemškega surovega železa. Zato nemške okupacijske oblasti niso mogle dovoliti, da bi se začele stavke med delavci v industriji in rudarji Luksemburga. Nemški general von Tessmar je v strahu pred dejanji državljanske nepokorščine in množičnih stavk napovedal, da vsaki osebi, ki bo storila nasilno dejanje nad nemškimi vojaki ali sodelovala v stavkah, grozi smrtna kazen.
Kljub grožnjam von Tessmarja se je stavka v Luksemburgu začela, vendar je Nemcem kmalu uspelo aretirati vodje stavke, zaradi česar je bila stavka ustavljena. Oba voditelja je nato nemško vojno sodišče v Trierju obsodilo na 10 let zapora, kar je povzročilo ogorčenje luksemburške vlade. Zatiranje stavke s strani nemških čet je privedlo do dejstva, da je 19. junija 1917 vlada Victorja Thorna protestno odstopila.

## Osvoboditev
Do jeseni 1918 je položaj Nemčije v vojni postajal nevzdržen. Velika nemška spomladanska ofenziva je bila nepogrešljiva katastrofa, medtem ko je zavezniški protinapad pregnal nemško vojsko nazaj na njene meje. 6. novembra je general von Tessmar napovedal popoln umik nemških vojakov iz Luksemburga. Pet dni po von Tessmarjevi napovedi 11. novembra je Nemčija podpisala pogodbo o premirju, ki je končala prvo svetovno vojno. Zavezniške sile so se strinjale, da bodo ZDA nadzirale umik nemške vojske iz Luksemburga in da bodo ZDA prejele čast osvoboditi okupirano državo. Do konca leta 1918 je bil Luksemburg osvobojen. 